# Dušan Rajović
Dušan Rajović   (Kraljevo, 19 de novembre de 1997) és un ciclista serbi, professional des del 2017 i actualment a l'equip Bahrain Victorious. S'ha format al Centre mundial del ciclisme. En el seu palmarès destaquen els campionats nacionals de ruta de 2018, 2019, 2021, 2022 i 2023 i els de contrarellotge de 2016, 2017, 2022, 2024 i 2025.

## Palmarès
- 2014
  -  Campió de Sèrbia júnior en ruta
  -  Campió de Sèrbia júnior en contrarellotge
- 2015
  -  Campió de Sèrbia júnior en ruta
  -  Campió de Sèrbia júnior en contrarellotge
  - 1r a l'Enfer du Chablais júnior
  - Vencedor d'una etapa al Gran Premi Rüebliland
- 2016
  -  Campió de Sèrbia en contrarellotge
- 2017
  -  Campió de Sèrbia en contrarellotge
  - 1r a la Croàcia-Eslovènia
  - Vencedor d'una etapa a la Volta al llac Qinghai
- 2018
  -  Campió de Sèrbia en ruta
  - 1r al Gran Premi d'Izola
  - 1r a la Croàcia-Eslovènia
  - Vencedor d'una etapa a la Volta al llac Qinghai
- 2019
  -  Campió de Sèrbia en ruta
  - 1r al Gran Premi de Rodes
  - Vencedor d'una etapa a la Volta a Rodes
  - Vencedor d'una etapa al Tour de Bihor-Bellotto
  - Vencedor d'una etapa al Tour de Croàcia
  - Vencedor d'una etapa a la Volta a Montenegro
- 2020
  - Vencedor d'una etapa a la Volta a Sèrbia
- 2021
  -  Campió de Sèrbia en ruta
- 2022
  -  Campió de Sèrbia en ruta
  -  Campió de Sèrbia en contrarellotge
  - 1r al Poreč Trophy
  - Vencedor d'una etapa a la Volta al Táchira
  - Vencedor d'una etapa al Tour d'Antalya
  - Vencedor de 2 etapes a la Volta a Veneçuela
- 2023
  -  Campió de Sèrbia en ruta
- 2024
  -  Campió de Sèrbia en contrarellotge
  - Vencedor d'una etapa al Tour de Huangshan
- 2025
  -  Campió de Sèrbia en contrarellotge
  - Vencedor d'una etapa al Sharjah International Cycling Tour
  - Vencedor d'una etapa al Tour de Hainan
  - Vencedor d'una etapa a l'Istrian Spring Trophy
  - 1r a la Belgrad-Banja Luka i vencedor de dues etapes
  - Vencedor de dues etapes al Tour de Kumano
  - Vencedor d'una etapa al Volta al Japó
  - Vencedor d'una etapa a la Trans-Himalaya Cycling Race